# یواس‌اس جان دی فورد (دی‌دی-۲۲۸)
یواس‌اس جان دی فورد (دی‌دی-۲۲۸) (به انگلیسی: USS John D. Ford (DD-228)) یک کشتی بود که طول آن 314 feet 5 inches (95.83 m) بود. این کشتی در سال ۱۹۲۰ ساخته شد.